# Kia Roadster
Kia Roadster — спортивный автомобиль, выпущенный южнокорейской корпорацией Kia Motors в 2014 году. Являлся лицензионным клоном Lotus Elan.
В иерархии автомобиль занимал промежуток между Kia Forte и Kia Optima. Автомобиль произведён по спецификации KCV III. Базовой моделью для Kia Roadster стала японская Mazda MX-5.
Автомобиль Kia Roadster оснащён двигателем внутреннего сгорания мощностью 200 л. с. с турбонаддувом. Цена составляла 30000 долларов.

## История
Автомобиль Kia Roadster впервые был представлен в 1995 году в Токио. Являлся модернизацией Kia Elan.
В 1996—1999 годах под индексом Roadster производился кабриолет.
В 2000 году автомобиль был снят с производства, затем в 2014 году автомобиль производился мелкосерийно.